# 圓石小舖
圓石小舖是一個來自台灣的藝術精品創作品牌，創立於1998年，初期發展以珠寶精品設計為主要創作，自2009年起品牌創作版圖擴及中國式旗袍的創作及改良。